# Parafia św. Jakuba Apostoła w Zabartowie
Parafia św. Jakuba Apostoła w Zabartowie – rzymskokatolicka parafia w dekanacie Mrocza diecezji bydgoskiej. Została utworzona w XIV w.
Na obszarze parafii leżą miejscowości: Katarzyniec, Rajgród, Rościmin, Wiele i Zabartowo.